# ديريك سيكويرا
ديريك سيكويرا هو لاعب كرة قدم كندي في مركز الوسط، ولد في 20 يناير 1996 في ميسيساغا في كندا.

## وصلات خارجية
- ديريك سيكويرا على موقع ناشيونال فوتبول تيمز (الإنجليزية)
- ديريك سيكويرا على موقع Soccerway.com (الإنجليزية)